# Statsheraldiker
Als Statsheraldiker (dt. Staatsheraldiker) werden die beim schwedischen Reichsarchiv (Riksarkivet) angestellten Staatsdiener für Heraldik bezeichnet. Bis 1953 wurden die Reichsherolde als Riksheraldiker (dt. Reichsheraldiker) bezeichnet und waren Leiter einer eigenen staatlichen Behörde, des Riksheraldikerämbetet (dt. Reichsheraldikerswesen).
Das höchste Organ für Heraldik in Schweden ist die Heraldische Kommission im Reichsarchiv. Sie wird von der schwedischen Regierung eingesetzt. Die Kommission versammelt rechtlichen, antiquarischen und künstlerischen Sachverstand; sie beschäftigt sich ausschließlich mit öffentlicher Heraldik, also mit Staatswappen, kommunalen Wappen und Wappen für verschiedene Ämter, während sich der Riksheraldiker früher auch mit Personen- und Familienwappen beschäftigte.
Kein anderes nordeuropäisches Land hat vergleichbare Heraldiker, während es diese beispielsweise in Kanada, Irland und Südafrika gibt. In Großbritannien sind das College of Arms bzw. der Court of the Lord Lyon verantwortlich.

## Riksheraldiker
- 1734–1765 Conrad Ludvig Transchiöld
- 1768–1772 Daniel Tilas
- 1773–1809 Aders Schönberg
- 1809–1829 Jonas Carl Linnerhielm
- 1829–1855 Niklas Joakim af Wetterstedt
- 1855–1880 August Wilhelm Stiernstedt
- 1880–1903 Carl Arvid Klingspor
- 1903–1931 Adam Ludvig Carl Lewenhaupt
- 1931–1953 Harald Gustaf Fleetwood

## Statsheraldiker
- 1953–1975 Gunnar Scheffer
- 1975–0000 Lars-Olof Skoglund
- 1975–1981 Jan von Konow
- 1981–1983 Bo Elthammar
- 1983–1999 Clara Nevéus
- 1999–0000 Henrik Klackenberg

## Weblink
- Riksarkivet: Heraldik – offizielle Webseite (schwedisch)